# 瓦利歐樂園Advance
《瓦利歐樂園Advance》（中国大陆官方译为，日版副標題譯作“妖姫的寶藏”）是一款由任天堂開發第一部開發，任天堂發行在Game Boy Advance的平台動作遊戲，於2001年8月21日發售。本作是瓦里奥樂園系列的第5作，並採用了生命值，雖然與以往《瓦利歐樂園2》與《瓦利歐樂園3》有著不同的玩法，但是和前兩作一樣「瓦利歐不死身」，所以沒有剩餘命數而不會遊戲結束。
在本作的設定中，玩家需要控制瓦力欧並必須收集四個寶藏來解鎖金字塔，從妖姫（ヨーキ）中拯救喬珂拉公主（ショコラ姫）。

## 劇情
瓦力欧正在一個秘密藏身處閱讀早報，在報紙上看到“發現了黃金金字塔！”標題。文章指出，很久以前統治的公主「喬珂拉」正在黃金金字塔裡沉睡，這裡也是被守財奴「妖姫」佔領的被詛咒遺跡。瓦力欧知道這一點后，跳上他的紫色瓦力欧汽車，前往黃金金字塔尋找寶藏。

## 評價
| 汇总媒体     | 得分   |
| ------------ | ------ |
| GameRankings | 85.34% |
| Metacritic   | 88/100 |

| 媒体           | 得分   |
| -------------- | ------ |
| 电子游戏月刊   | 7.5/10 |
| Eurogamer      | 8/10   |
| Game Informer  | 8.5/10 |
| GamePro        | [ 7 ]  |
| GameSpot       | 8.7/10 |
| IGN            | 9/10   |
| Nintendo Life  | [ 9 ]  |
| 任天堂力量     | [ 10 ] |
| 任天堂世界报道 | 9/10   |
| Fami通         | 33/40  |

《瓦利歐樂園Advance》獲得了評論界的好評。美國著名遊戲網站IGN給出了9分（滿分10分），理由是其經過深思熟慮的關卡設計和可重玩性。